# Gustav Hartlaub
Karel Johan Gustav Hartlaub est un médecin et zoologiste allemand, né le 8 novembre 1814 à Brême et mort le 29 novembre 1900 dans cette même ville.

## Biographie
Il est le fils de Karl Friedrich Ludwig et de Johanna, née Buch. Il fait ses études à Bonn, à Berlin et à Göttingen où il devient membre du Corps Guestphalia Bonn en 1837 et obtient son titre de docteur en médecine en 1838. Il voyage alors en Europe.
En 1840, il commence à s’intéresser aux oiseaux et commence une collection d’espèces exotiques. Parallèlement à l’exercice de la médecine, il enseigne la zoologie à Brême et il est le directeur honoraire de la collection de zoologie du Muséum de la Société d’histoire naturelle de la ville. Sa collection n’est pas privée et ses spécimens sont conservés dans ce Muséum. Il achète de nombreux spécimens et la collection compte, en 1844, deux mille items. Il découvre de nouvelles espèces parmi ceux-ci et commence à les décrire dans Archiv für Naturgeschichte.
Il se marie en 1844 avec Caroline H. Stachow, union dont naîtra deux enfants, Carl et Clemens.
Assisté par Jean Louis Cabanis (1816–1906), il fonde le Journal für Ornithologie qui est, jusqu’à aujourd’hui, la principale publication ornithologique en langue allemande. Il est membre étranger de la Zoological Society of London.
En 1857, il fait un voyage dans l'est de l'Afrique. La même année, il fait paraître son œuvre majeure intitulée System der Ornithologie Westafrica’s où il décrit 758 espèces d'oiseaux. En 1860, il consacre un volume à l'avifaune de Madagascar, Systematische übersicht der Vögel Madagascar's, ouvrage qu'il complète en 1877. Il collabore avec Friedrich Hermann Otto Finsch (1839-1917) sur son livre sur les oiseaux de Polynésie. Il est l'auteur d'une trentaine d'espèces d'oiseaux du sud de l'Afrique.
Sept espèces lui sont dédiées :
- la mouette de Hartlaub, Larus hartlaubii, par Carl Friedrich Bruch (1789-1857) en 1853 ;
- le souimanga de Hartlaub, Nectarinia hartlaubii , par Hartlaub lui-même en 1857 ;
- la ptéronette de Hartlaub, Pteronetta hartlaubii, par John Cassin (1813-1869) en 1863 ;
- l'outarde de Hartlaub, Lissotis hartlaubii, par Theodor von Heuglin (1824-1876) en 1863 ;
- le cratérope de Hartlaub (en), Turdoides hartlaubii (en), par José Vicente Barbosa du Bocage (1823–1907) en 1868 ;
- l'euplecte des marais, Euplectes hartlaubi , par Bocage en 1878 ;
- le touraco de Hartlaub, Tauraco hartlaubi, par Anton Reichenow (1847-1941) et Gustav Adolf Fischer (1848-1886) en 1884.